# Catocala flebilis
Catocala flebilis là một loài bướm đêm thuộc họ Erebidae. Nó được tìm thấy ở Massachusetts và Connecticut phía nam đến North Carolina và Georgia, phía tây đến Arkansas và phía bắc đến Michigan và Illinois và vào tới miền nam Ontario.
Sải cánh dài 45–65 mm. Con trưởng thành bay từ tháng 7 đến tháng 9 tùy theo địa điểm.
Ấu trùng ăn Carya glabra và Carya ovata.